# Draft 2012 de la NFL
2011 2013
La draft 2012 de la NFL est la 77e draft annuelle de la National Football League, permettant aux franchises de football américain de sélectionner des joueurs universitaires éligibles pour jouer professionnels.
Elle s'est déroulée entre le 26 et le 28 avril 2012 au Radio City Music Hall de New York.
Andrew Luck, quarterback du Cardinal de Stanford, est sélectionné à la première position par les Colts d'Indianapolis.

## Draft
La Draft se compose de 7 tours, qui permettent 32 choix chacun (soit un par équipe en principe).
L'ordre des franchises est normalement décidé pour chaque tour par leurs résultats au cours de la saison précédente : plus une équipe a réussi sa saison, plus son choix de draft sera tardif, et inversement. Par exemple, les Colts d'Indianapolis, avec le pire bilan de la saison 2011 avec 2 victoires contre 14 défaites, obtiennent le premier choix de draft, et le premier choix de chaque tour. À l'inverse les Giants de New York, vainqueurs du Super Bowl XLVI et donc champions en titre, obtiennent le 32e et dernier choix de chaque tour. À noter que pour les franchises possédant un bilan similaire, leurs positions s'alternent à chaque tour : ainsi, les Colts et les Rams de Saint-Louis, ayant fini toutes les deux à 2-14, alternent les premiers et deuxième choix de chaque tour.
Les choix de draft peuvent aussi être échangés entre les équipes, contre d'autres choix de draft ou même des joueurs, ce qui explique que certaines franchises aient plusieurs choix ou même aucun durant un tour.
Les franchises peuvent enfin recevoir des choix de compensations en fin de tour, qui permettent à des équipes ayant perdu plus de joueurs qu'ils ne pouvaient en acquérir à l'inter-saison d'effectuer une sélection supplémentaire.
- ° : Intronisé au Pro Football Hall of Fame
- † : Joueur sélectionné pour le Pro Bowl

### 1ertour
Les joueurs sélectionnés au premier tour :
| Choix | Équipe                             | Joueur                | Postes           | Université                              | Notes                            |
| ----- | ---------------------------------- | --------------------- | ---------------- | --------------------------------------- | -------------------------------- |
| 1     | Colts d'Indianapolis               | Andrew Luck †         | Quarterback      | Cardinal de Stanford                    |                                  |
| 2     | Redskins de Washington             | Robert Griffin III †  | Quarterback      | Bears de Baylor                         | Rams → Redskins,                 |
| 3     | Browns de Cleveland                | Trent Richardson      | Running back     | Crimson Tide de l'Alabama               | Vikings → Browns,                |
| 4     | Vikings du Minnesota               | Matt Kalil †          | Offensive tackle | Trojans de l'USC                        | Browns → Vikings                 |
| 5     | Jaguars de Jacksonville            | Justin Blackmon       | Wide receiver    | Cowboys d'Oklahoma State                | Buccaneers → Jaguars,            |
| 6     | Cowboys de Dallas                  | Morris Claiborne      | Cornerback       | Tigers de LSU                           | Redskins → Rams → Cowboys,       |
| 7     | Buccaneers de Tampa Bay            | Mark Barron           | Safety           | Crimson Tide de l'Alabama               | Jaguars → Buccaneers             |
| 8     | Dolphins de Miami                  | Ryan Tannehill †      | Quarterback      | Aggies de Texas A&M                     |                                  |
| 9     | Panthers de la Caroline            | Luke Kuechly †        | Linebacker       | Eagles de Boston College                |                                  |
| 10    | Bills de Buffalo                   | Stephon Gilmore †     | Cornerback       | Gamecocks de la Caroline du Sud         |                                  |
| 11    | Chiefs de Kansas City              | Dontari Poe †         | Defensive tackle | Tigers de Memphis                       |                                  |
| 12    | Eagles de Philadelphie             | Fletcher Cox †        | Defensive tackle | Bulldogs de Mississippi State           | Seahawks → Eagles,               |
| 13    | Cardinals de l'Arizona             | Michael Floyd         | Wide receiver    | Fighting Irish de Notre Dame            |                                  |
| 14    | Rams de Saint-Louis                | Michael Brockers (en) | Defensive tackle | Tigers de LSU                           | Cowboys → Rams                   |
| 15    | Seahawks de Seattle                | Bruce Irvin           | Defensive end    | Mountaineers de la Virginie-Occidentale | Eagles → Seahawks                |
| 16    | Jets de New York                   | Quinton Coples (en)   | Defensive end    | Tar Heels de la Caroline du Nord        |                                  |
| 17    | Bengals de Cincinnati              | Dre Kirkpatrick (en)  | Cornerback       | Crimson Tide de l'Alabama               | Raiders → Bengals,               |
| 18    | Chargers de San Diego              | Melvin Ingram †       | Linebacker       | Gamecocks de la Caroline du Sud         |                                  |
| 19    | Bears de Chicago                   | Shea McClellin        | Defensive end    | Broncos de Boise State                  |                                  |
| 20    | Titans du Tennessee                | Kendall Wright (en)   | Wide receiver    | Bears de Baylor                         |                                  |
| 21    | Patriots de la Nouvelle-Angleterre | Chandler Jones †      | Defensive end    | Orange de Syracuse                      | Bengals → Patriots,              |
| 22    | Browns de Cleveland                | Brandon Weeden        | Quarterback      | Cowboys d'Oklahoma State                | Falcons → Browns,                |
| 23    | Lions de Détroit                   | Riley Reiff           | Offensive tackle | Hawkeyes de l'Iowa                      |                                  |
| 24    | Steelers de Pittsburgh             | David DeCastro †      | Offensive guard  | Cardinal de Stanford                    |                                  |
| 25    | Patriots de la Nouvelle-Angleterre | Dont'a Hightower †    | Linebacker       | Crimson Tide de l'Alabama               | Broncos → Patriots,              |
| 26    | Texans de Houston                  | Whitney Mercilus      | Defensive end    | Fighting Illini de l'Illinois           |                                  |
| 27    | Bengals de Cincinnati              | Kevin Zeitler †       | Offensive guard  | Badgers du Wisconsin                    | Saints → Patriots, → Bengals     |
| 28    | Packers de Green Bay               | Nick Perry            | Linebacker       | Trojans de l'USC                        |                                  |
| 29    | Vikings du Minnesota               | Harrison Smith †      | Safety           | Fighting Irish de Notre Dame            | Ravens → Vikings,                |
| 30    | 49ers de San Francisco             | A. J. Jenkins (en)    | Wide receiver    | Fighting Illini de l'Illinois           |                                  |
| 31    | Buccaneers de Tampa Bay            | Doug Martin †         | Running back     | Broncos de Boise State                  | Patriots → Broncos → Buccaneers, |
| 32    | Giants de New York                 | David Wilson (en)     | Running back     | Hokies de Virginia Tech                 |                                  |

#### Échanges1ertour
1. ↑    1. 2 Saint-Louis transfère cette sélection à Washington pour des sélections de premier tour en 2012 (6e), 2013 (22e) et 2014 (2e), et une sélection de deuxième tour de 2012 (39e).
2. ↑  #2 Sur les deux drafts suivantes, St. Louis a fini par transformer ce choix (et sa sélection de sixième tour en 2013) en joueurs suivants: Greg Robinson, Alec Ogletree, Stedman Bailey (en), Zac Stacy (en), Isaiah Pead (en), Michael Brockers (en), Janoris Jenkins et Rokevious Watkins (en).
3. ↑  #3 Le Minnesota échange cette sélection avec Cleveland pour ses choix de premier tour (4e), quatrième tour (118e), cinquième tour (139e) et septième tour (211e)  de la draft 2012.
4. ↑  #4 voir #3 Vikings → Browns
5. ↑  #5 Tampa Bay échange cette sélection avec Jacksonville pour ses choix de premier (7e) et quatrième tours (101e) en 2012.
6. ↑    1. 6 voir #2 Rams → Redskins
7. ↑  #6 Saint-Louis échange cette sélection avec Dallas pour ses sélections de premier (14e) et deuxième tour (45e) en 2012.
8. ↑  #7 voir #4 Buccaneers → Jaguars
9. ↑    1. 12 Seattle échange cette sélection avec Philadelphie pour ses choix de premier (15e), quatrième (114e) et sixième (172e) tours en 2012.
10. ↑    1. 14 voir #6 Rams → Cowboys
11. ↑    1. 15 voir #12 Seahawks → Eagles
12. ↑    1. 17 Oakland échange cette sélection et sa sélection de deuxième tour de 2013 (37e) avec Cincinnati contre le quarterback Carson Palmer. La sélection de 2013 serait devenue le premier tour d'Oakland s'ils avaient atteint le match du championnat AFC 2012-13.
13. ↑    1. 21 Cincinnati échange cette sélection avec la Nouvelle-Angleterre pour ses premières (27e) et sa troisièmes sélections (93e) en 2012.
14. ↑    1. 22 Atlanta échange cette sélection, une sélection de quatrième tour (118e) et ses sélections de premier, deuxième et quatrième tours de la draft 2011, avec Cleveland pour la sélection du premier tour de Cleveland en 2011 (no 6 utilisée pour sélectionner Julio Jones).
15. ↑    1. 25 Denver échange cette sélection avec la Nouvelle-Angleterre pour sa première (31e) et sa quatrième sélection (126e) en 2012.
16. ↑    1. 27 La Nouvelle-Orléans échange cette sélection et sa sélection du second tour de 2011 (no 56, Shane Vereen, choisi par la Nouvelle-Angleterre) pour la sélection de premier choix de la Nouvelle-Angleterre lors de la draft de 2011 (Mark Ingram, no 28).
17. ↑    1. 27 voir #21 Bengals → Patriots
18. ↑    1. 29 Baltimore échange cette sélection avec le Minnesota pour ses deuxième (35e) et quatrième choix (98e) de 2012.
19. ↑    1. 31 voir #25 Broncos → Patriots
20. ↑    1. 31 Denver échange cette sélection et son quatrième tour (126e) avec Tampa Bay pour ses deuxième (36e) et quatrième choix (101e) cette année

### 2etour
Les joueurs sélectionnés au deuxième tour.
| Choix | Équipe                             | Joueur                                                                                        | Postes                                                                                        | Université                                                                                    | Notes                                                                                         |
| ----- | ---------------------------------- | --------------------------------------------------------------------------------------------- | --------------------------------------------------------------------------------------------- | --------------------------------------------------------------------------------------------- | --------------------------------------------------------------------------------------------- |
| 33    | Rams de Saint-Louis                | Brian Quick                                                                                   | Wide receiver                                                                                 | Mountaineers d'Appalachian State                                                              |                                                                                               |
| 34    | Colts d'Indianapolis               | Coby Fleener                                                                                  | Tight end                                                                                     | Cardinal de Stanford                                                                          |                                                                                               |
| 35    | Ravens de Baltimore                | Courtney Upshaw                                                                               | Linebacker                                                                                    | Crimson Tide de l'Alabama                                                                     | Vikings → Ravens                                                                              |
| 36    | Broncos de Denver                  | Derek Wolfe                                                                                   | Defensive tackle                                                                              | Bearcats de Cincinnati                                                                        | Buccaneers → Broncos                                                                          |
| 37    | Browns de Cleveland                | Mitchell Schwartz                                                                             | Offensive tackle                                                                              | Golden Bears de la Californie                                                                 |                                                                                               |
| 38    | Jaguars de Jacksonville            | Andre Branch                                                                                  | Defensive end                                                                                 | Tigers de Clemson                                                                             |                                                                                               |
| 39    | Rams de Saint-Louis                | Janoris Jenkins †                                                                             | Cornerback                                                                                    | Lions de North Alabama                                                                        | Redskins → Rams                                                                               |
| 40    | Panthers de la Caroline            | Amini Silatolu                                                                                | Offensive guard                                                                               | Mustang de Midwestern State (en)                                                              |                                                                                               |
| 41    | Panthers de la Caroline            | Cordy Glenn (en)                                                                              | Offensive tackle                                                                              | Bulldogs de la Géorgie                                                                        |                                                                                               |
| 42    | Dolphins de Miami                  | Jonathan Martin (en)                                                                          | Offensive tackle                                                                              | Cardinal de Stanford                                                                          |                                                                                               |
| 43    | Jets de New York                   | Stephen Hill (en)                                                                             | Wide receiver                                                                                 | Yellow Jackets de Georgia Tech                                                                | Seahawks → Jets,                                                                              |
| 44    | Chiefs de Kansas City              | Jeff Allen (en)                                                                               | Offensive guard                                                                               | Fighting Illini de l'Illinois                                                                 |                                                                                               |
| 45    | Bears de Chicago                   | Alshon Jeffery †                                                                              | Wide receiver                                                                                 | Gamecocks de la Caroline du Sud                                                               | Cowboys → Rams → Bears,                                                                       |
| 46    | Eagles de Philadelphie             | Mychal Kendricks                                                                              | Linebacker                                                                                    | Golden Bears de Californie                                                                    |                                                                                               |
| 47    | Seahawks de Seattle                | Bobby Wagner †                                                                                | Linebacker                                                                                    | Aggies d'Utah State                                                                           | Jets → Seahawks                                                                               |
| 48    | Patriots de la Nouvelle-Angleterre | Tavon Wilson (en)                                                                             | Safety                                                                                        | Fighting Illini de l'Illinois                                                                 | Raiders → Patriots,                                                                           |
| 49    | Chargers de San Diego              | Kendall Reyes (en)                                                                            | Defensive tackle                                                                              | Huskies du Connecticut                                                                        |                                                                                               |
| 50    | Rams de Saint-Louis                | Isaiah Pead (en)                                                                              | Running back                                                                                  | Bearcats de Cincinnati                                                                        | Bears → Rams                                                                                  |
| 51    | Packers de Green Bay               | Jerel Worthy                                                                                  | Defensive tackle                                                                              | Spartans de Michigan State                                                                    | Cardinals → Eagles, → Packers,                                                                |
| 52    | Titans du Tennessee                | Zach Brown †                                                                                  | Linebacker                                                                                    | Tar Heels de la Caroline du Nord                                                              |                                                                                               |
| 53    | Bengals de Cincinnati              | Devon Still                                                                                   | Defensive tackle                                                                              | Nittany Lions de Penn State                                                                   |                                                                                               |
| 54    | Lions de Détroit                   | Ryan Broyles                                                                                  | Wide receiver                                                                                 | Sooners de l'Oklahoma                                                                         |                                                                                               |
| 55    | Falcons d'Atlanta                  | Peter Konz (en)                                                                               | Centre                                                                                        | Badgers du Wisconsin                                                                          |                                                                                               |
| 56    | Steelers de Pittsburgh             | Mike Adams                                                                                    | Offensive tackle                                                                              | Buckeyes d'Ohio State                                                                         |                                                                                               |
| 57    | Broncos de Denver                  | Brock Osweiler                                                                                | Quarterback                                                                                   | Sun Devils d'Arizona State                                                                    |                                                                                               |
| 58    | Buccaneers de Tampa Bay            | Lavonte David ɫ                                                                               | Linebacker                                                                                    | Cornhuskers du Nebraska                                                                       | Texans → Buccaneers,                                                                          |
| --    | Saints de La Nouvelle-Orléans      | Tour supprimé à la suite du scandale des primes relatives aux blessures sur joueurs adverses. | Tour supprimé à la suite du scandale des primes relatives aux blessures sur joueurs adverses. | Tour supprimé à la suite du scandale des primes relatives aux blessures sur joueurs adverses. | Tour supprimé à la suite du scandale des primes relatives aux blessures sur joueurs adverses. |
| 59    | Eagles de Philadelphie             | Vinny Curry                                                                                   | Defensive end                                                                                 | Thundering Herd de Marshall                                                                   | Packers → Eagles                                                                              |
| 60    | Ravens de Baltimore                | Kelechi Osemele †                                                                             | Offensive guard                                                                               | Cyclones d'Iowa State                                                                         |                                                                                               |
| 61    | 49ers de San Francisco             | LaMichael James (en)                                                                          | Running back                                                                                  | Ducks de l'Oregon                                                                             |                                                                                               |
| 62    | Packers de Green Bay               | Casey Hayward †                                                                               | Cornerback                                                                                    | Commodores de Vanderbilt                                                                      | Patriots → Packers,                                                                           |
| 63    | Giants de New York                 | Rueben Randle                                                                                 | Wide receiver                                                                                 | Tigers de LSU                                                                                 |                                                                                               |

#### Échanges2etour
1. ↑    1. 35 voir #29 Ravens → Vikings
2. ↑    1. 36 voir #31 Broncos → Buccaneers
3. ↑    1. 39 voir #2 Rams → Redskins
4. ↑    1. 43 Seattle échange cette sélection avec les Jets de New York contre les deuxième (47e), cinquième (154e) et septième tours (232e) de New York
5. ↑    1. 45 voir #6 Rams → Cowboys
6. ↑    1. 45 St. Louis propose cette sélection à Chicago pour ses deuxième (50e) et cinquième (150e) sélections de 2012.
7. ↑    1. 47 voir #43 Seahawks → Jets
8. ↑    1. 48 Oakland échange cette sélection et une sélection du septième tour de 2011 (no 219, la Nouvelle-Angleterre sélectionne Malcolm Williams (en)) avec la Nouvelle-Angleterre pour les sélections de troisième et quatrième tours de la Nouvelle-Angleterre en 2011 (92e et 125e, Oakland sélectionne Joseph Barksdale (en) et Taiwan Jones (en), respectivement).
9. ↑    1. 50 voir #45 Rams → Bears
10. ↑    1. 51 Arizona échange cette sélection et le cornerback Dominique Rodgers-Cromartie avec Philadelphie contre le quarterback Kevin Kolb.
11. ↑  Philadelphie échange cette sélection avec Green Bay pour ses deuxième (59e) et quatrième sélections (123e)
12. ↑  Houston échange cette sélection et leur septième tour (233e) sélection avec Tampa Bay pour leurs troisième (68e) et quatrième tours (126e).
13. ↑    1. 59 voir #51 Eagles → Packers
14. ↑    1. 62 La Nouvelle-Angleterre échange cette sélection avec Green Bay pour ses troisième (90e) et cinquième sélections (163e)

### 3etour
Les joueurs sélectionnés au troisième tour.
| Choix | Équipe                             | Joueur                                                                      | Postes                                                                      | Université                                                                  | Notes                                                                       |
| ----- | ---------------------------------- | --------------------------------------------------------------------------- | --------------------------------------------------------------------------- | --------------------------------------------------------------------------- | --------------------------------------------------------------------------- |
| 64    | Colts d'Indianapolis               | Dwayne Allen                                                                | Tight end                                                                   | Tigers de Clemson                                                           |                                                                             |
| 65    | Rams de Saint-Louis                | Trumaine Johnson (en)                                                       | Cornerback                                                                  | Grizzlies du Montana                                                        |                                                                             |
| 66    | Vikings du Minnesota               | Josh Robinson (en)                                                          | Cornerback                                                                  | Knights de l'UCF                                                            |                                                                             |
| 67    | Broncos de Denver                  | Ronnie Hillman                                                              | Running back                                                                | Aztecs de San Diego State                                                   | Browns → Broncos,                                                           |
| 68    | Texans de Houston                  | DeVier Posey (en)                                                           | Wide receiver                                                               | Buckeyes d'Ohio State                                                       | Buccaneers → Texans                                                         |
| 69    | Panthers de la Caroline            | T. J. Graham (en)                                                           | Wide receiver                                                               | Wolfpack de North Carolina State                                            | Redskins → Bills,                                                           |
| 70    | Jaguars de Jacksonville            | Bryan Anger (en) †                                                          | Punter                                                                      | Golden Bears de Californie                                                  |                                                                             |
| 71    | Redskins de Washington             | Josh LeRibeus (en)                                                          | Offensive guard                                                             | Mustangs de SMU                                                             | Bills → Redskins                                                            |
| 72    | Dolphins de Miami                  | Olivier Vernon †                                                            | Defensive end                                                               | Hurricanes de Miami                                                         |                                                                             |
| 73    | Chargers de San Diego              | Brandon Taylor                                                              | Safety                                                                      | Tigers de LSU                                                               | Panthers → Bears, → Dolphins, → Chargers,                                   |
| 74    | Chiefs de Kansas City              | Donald Stephenson (en)                                                      | Offensive tackle                                                            | Sooners de l'Oklahoma                                                       |                                                                             |
| 75    | Seahawks de Seattle                | Russell Wilson †                                                            | Quarterback                                                                 | Badgers du Wisconsin                                                        |                                                                             |
| 76    | Texans de Houston                  | Brandon Brooks †                                                            | Offensive guard                                                             | Redhawks de Miami                                                           | Eagles → Texans,                                                            |
| 77    | Jets de New York                   | Demario Davis †                                                             | Linebacker                                                                  | Red Wolves d'Arkansas State                                                 |                                                                             |
|       | Raiders d'Oakland                  | Tour supprimé (sélection de Terrelle Pryor à la draft supplémentaire 2011). | Tour supprimé (sélection de Terrelle Pryor à la draft supplémentaire 2011). | Tour supprimé (sélection de Terrelle Pryor à la draft supplémentaire 2011). | Tour supprimé (sélection de Terrelle Pryor à la draft supplémentaire 2011). |
| 78    | Dolphins de Miami                  | Michael Egnew (en)                                                          | Tight end                                                                   | Tigers du Missouri                                                          | Chargers → Dolphins                                                         |
| 79    | Bears de Chicago                   | Brandon Hardin (en)                                                         | Safety                                                                      | Beavers d'Oregon State                                                      |                                                                             |
| 80    | Cardinals de l'Arizona             | Jamell Fleming (en)                                                         | Cornerback                                                                  | Sooners de l'Oklahoma                                                       |                                                                             |
| 81    | Cowboys de Dallas                  | Tyrone Crawford                                                             | Defensive end                                                               | Broncos de Boise State                                                      |                                                                             |
| 82    | Titans du Tennessee                | Mike Martin (en)                                                            | Defensive tackle                                                            | Wolverines du Michigan                                                      |                                                                             |
| 83    | Bengals de Cincinnati              | Mohamed Sanu                                                                | Wide receiver                                                               | Scarlet Knights de Rutgers                                                  |                                                                             |
| 84    | Ravens de Baltimore                | Bernard Pierce (en)                                                         | Running back                                                                | Owls de Temple                                                              | Falcons → Ravens,                                                           |
| 85    | Lions de Détroit                   | Dwight Bentley (en)                                                         | Cornerback                                                                  | Ragin' Cajuns de Louisiane                                                  |                                                                             |
| 86    | Steelers de Pittsburgh             | Sean Spence (en)                                                            | Linebacker                                                                  | Hurricanes de Miami                                                         |                                                                             |
| 87    | Browns de Cleveland                | John Hughes (en)                                                            | Defensive tackle                                                            | Bearcats de Cincinnati                                                      | Broncos → Browns                                                            |
| 88    | Eagles de Philadelphie             | Nick Foles †                                                                | Quarterback                                                                 | Wildcats de l'Arizona                                                       | Texans → Eagles,                                                            |
| 89    | Saints de La Nouvelle-Orléans      | Akiem Hicks †                                                               | Defensive tackle                                                            | Rams de Regina (en) (Saskatchewan, Canada)                                  |                                                                             |
| 90    | Patriots de la Nouvelle-Angleterre | Jake Bequette (en)                                                          | Defensive end                                                               | Razorbacks de l'Arkansas                                                    | Packers → Patriots                                                          |
| 91    | Falcons d'Atlanta                  | Lamar Holmes (en)                                                           | Offensive tackle                                                            | Golden Eagles de Southern Miss                                              | Ravens → Falcons                                                            |
| 92    | Colts d'Indianapolis               | T. Y. Hilton †                                                              | Wide receiver                                                               | Panthers de FIU                                                             | 49ers → Colts,                                                              |
| 93    | Bengals de Cincinnati              | Brandon Thompson (en)                                                       | Defensive tackle                                                            | Tigers de Clemson                                                           | Patriots → Bengals                                                          |
| 94    | Giants de New York                 | Jayron Hosley (en)                                                          | Cornerback                                                                  | Hokies de Virginia Tech                                                     |                                                                             |
| 95*   | Raiders d'Oakland                  | Tony Bergstrom (en)                                                         | Offensive guard                                                             | Utes de l'Utah                                                              | *choix de compensation                                                      |

#### Échanges3etour
1. ↑    1. 67 Cleveland échange cette sélection avec Denver pour ses choix de troisième (87e) et quatrième tours (120e).
2. ↑    1. 68 voir #58 Texans → Buccaneers
3. ↑    1. 69 Washington propose cette sélection à Buffalo pour ses troisième (71e) et septième tours (217e).
4. ↑    1. 71 voir #69 Redskins → Bills
5. ↑    1. 73 La Caroline échange cette sélection avec Chicago contre le tight end Greg Olsen.
6. ↑    1. 73 Chicago échange cette sélection et une sélection du troisième tour de 2013 (82e) avec Miami contre le wide receiver Brandon Marshall.
7. ↑    1. 73 Miami échange cette sélection avec San Diego pour ses troisième (78e) et sixième choix (183e).
8. ↑    1. 76 Philadelphie échange cette sélection et sa sélection du quatrième tour (99e) avec Houston pour le linebacker DeMeco Ryans et une sélection du troisième tour (88e).
9. ↑    1. 78 voir #73 Dolphins → Chargers
10. ↑    1. 84 Atlanta échange cette sélection avec Baltimore pour ses troisième (91e) et cinquième choix (164e).
11. ↑    1. 87 voir #67 Browns → Broncos
12. ↑    1. 88 voir #76 Eagles → Texans
13. ↑    1. 90 voir #62 Patriots → Packers
14. ↑    1. 91 voir #84 Falcons → Ravens
15. ↑    1. 92 San Francisco échange cette sélection avec Indianapolis pour sa sélection du quatrième tour (97e) et une sélection du cinquième tour en 2013 (157e).
16. ↑    1. 93 voir #21 Bengals → Patriots

### 4etour
Les joueurs sélectionnés au quatrième tour.
| Choix | Équipe                        | Joueur                     | Postes           | Université                      | Notes                                    |
| ----- | ----------------------------- | -------------------------- | ---------------- | ------------------------------- | ---------------------------------------- |
| 96    | Rams de Saint-Louis           | Chris Givens (en)          | Wide receiver    | Demon Deacons de Wake Forest    |                                          |
| 97    | Dolphins de Miami             | Lamar Miller †             | Running back     | Hurricanes de Miami             | Colts → 49ers → Dolphins,                |
| 98    | Ravens de Baltimore           | Gino Gradkowski (en)       | Offensive guard  | Fightin' Blue Hens du Delaware  | Vikings → Ravens                         |
| 99    | Texans de Houston             | Ben Jones †                | Centre           | Bulldogs de la Géorgie          | Buccaneers → Eagles, → Texans            |
| 100   | Browns de Cleveland           | Travis Benjamin            | Wide receiver    | Hurricanes de Miami             |                                          |
| 101   | Broncos de Denver             | Omar Bolden (en)           | Cornerback       | Sun Devils d'Arizona State      | Jaguars → Buccaneers → Broncos           |
| 102   | Redskins de Washington        | Kirk Cousins †             | Quarterback      | Spartans de Michigan State      |                                          |
| 103   | Panthers de la Caroline       | Frank Alexander (en)       | Defensive end    | Sooners de l'Oklahoma           | Dolphins → 49ers → Panthers,             |
| 104   | Panthers de la Caroline       | Joe Adams                  | Wide receiver    | Razorbacks de l'Arkansas        |                                          |
| 105   | Panthers de la Caroline       | Nigel Bradham              | Linebacker       | Seminoles de Florida State      |                                          |
| 106   | Seahawks de Seattle           | Robert Turbin              | Running back     | Aggies d'Utah State             |                                          |
| 107   | Chiefs de Kansas City         | Devon Wylie (en)           | Wide receiver    | Bulldogs de Fresno State        |                                          |
| 108   | Broncos de Denver             | Philip Blake (en)          | Centre           | Bears de Baylor                 | Jets → Broncos,                          |
| 109   | Steelers de Pittsburgh        | Alameda Ta'amu (en)        | Defensive tackle | Huskies de Washington           | Raiders → Redskins, → Steelers,          |
| 110   | Chargers de San Diego         | Ladarius Green             | Tight end        | Ragin' Cajuns de Louisiana      |                                          |
| 111   | Bears de Chicago              | Evan Rodriguez (en)        | Tight end        | Owls de Temple                  |                                          |
| 112   | Cardinals de l'Arizona        | Bobby Massie (en)          | Offensive tackle | Rebels d'Ole Miss               |                                          |
| 113   | Cowboys de Dallas             | Kyle Wilber (en)           | Linebacker       | Demon Deacons de Wake Forest    |                                          |
| 114   | Seahawks de Seattle           | Jaye Howard (en)           | Defensive tackle | Gators de la Floride            | Eagles → Seahawks                        |
| 115   | Titans du Tennessee           | Coty Sensabaugh (en)       | Cornerback       | Tigers de Clemson               |                                          |
| 116   | Bengals de Cincinnati         | Orson Charles (en)         | Tight end        | Bulldogs de la Géorgie          |                                          |
| 117   | 49ers de San Francisco        | Joe Looney (en)            | Offensive guard  | Demon Deacons de Wake Forest    | Lions → 49ers,                           |
| 118   | Vikings du Minnesota          | Jarius Wright (en)         | Wide receiver    | Razorbacks de l'Arkansas        | Falcons → Browns → Vikings               |
| 119   | Redskins de Washington        | Keenan Robinson            | Linebacker       | Longhorns du Texas              | Steelers → Redskins                      |
| 120   | Browns de Cleveland           | James-Michael Johnson (en) | Linebacker       | Wolf Pack du Nevada             | Broncos → Browns                         |
| 121   | Texans de Houston             | Keshawn Martin (en)        | Wide receiver    | Spartans de Michigan State      |                                          |
| 122   | Saints de La Nouvelle-Orléans | Nick Toon (en)             | Wide receiver    | Badgers du Wisconsin            |                                          |
| 123   | Eagles de Philadelphie        | Brandon Boykin (en)        | Cornerback       | Bulldogs de la Géorgie          | Packers → Eagles                         |
| 124   | Panthers de la Caroline       | Ron Brooks (en)            | Cornerback       | Tigers de LSU                   | Ravens → Bills,                          |
| 125   | Lions de Détroit              | Ronnell Lewis (en)         | Linebacker       | Sooners de l'Oklahoma           | 49ers → Lions                            |
| 126   | Texans de Houston             | Jared Crick (en)           | Defensive end    | Cornhuskers du Nebraska         | Patriots → Broncos → Buccaneers → Texans |
| 127   | Giants de New York            | Adrien Robinson (en)       | Tight end        | Bearcats de Cincinnati          |                                          |
| 128*  | Vikings du Minnesota          | Rhett Ellison (en)         | Fullback         | Trojans de l'USC                | *choix de compensation                   |
| 129*  | Raiders d'Oakland             | Miles Burris (en)          | Linebacker       | Aztecs de San Diego State       | *choix de compensation                   |
| 130*  | Ravens de Baltimore           | Christian Thompson (en)    | Safety           | Gamecocks de la Caroline du Sud | *choix de compensation                   |
| 131*  | Giants de New York            | Brandon Mosley (en)        | Offensive tackle | Tigers d'Auburn                 | *choix de compensation                   |
| 132*  | Packers de Green Bay          | Mike Daniels †             | Defensive tackle | Hawkeyes de l'Iowa              | *choix de compensation                   |
| 133*  | Packers de Green Bay          | Jerron McMillian (en)      | Safety           | Black Bears du Maine            | *choix de compensation                   |
| 134*  | Vikings du Minnesota          | Greg Childs (en)           | Wide receiver    | Razorbacks de l'Arkansas        | *choix de compensation                   |
| 135*  | Cowboys de Dallas             | Matt Johnson (en)          | Safety           | Eagles d'Eastern Washington     | *choix de compensation                   |

#### Échanges4etour
1. ↑  #97 voir #92 49ers → Colts
2. ↑  #97 San Francisco échange cette sélection avec Miami pour leur sélection de quatrième tour (103e), une sélection de sixième tour (196e) et une sélection de sixième tour en 2013 (180e).
3. ↑  #98 voir 29 Ravens → Vikings
4. ↑  #99 Tampa Bay échange cette sélection avec Philadelphie avec un choix de quatrième tour en 2011 (116e, Philadelphie sélectionne Casey Matthews (en)) pour un choix de quatrième tour en 2011 (104e, Tampa Bay sélectionne Luke Stocker (en)).
5. ↑  #99 voir #79 Eagles → Texans
6. ↑  #101 voir #5 Buccaneers → Jaguars
7. ↑  #101 voir #31 Broncos → Buccaneers
8. ↑  #103 voir #97 49ers → Dolphins
9. ↑  #103 San Francisco échange cette sélection avec la Caroline pour sa sélection de sixième tour (180e) et une sélection de troisième tour en 2013 (74e)
10. ↑  #108 Les Jets échangent cette sélection et une sélection du sixième tour (188e) avec Denver contre le quarterback Tim Tebow et une sélection du septième tour (232e).
11. ↑    1. 109 Oakland échange cette sélection avec Washington pour le quarterback Jason Campbell.
12. ↑    1. 109 Washington échange cette sélection avec Pittsburgh pour leurs sélections de quatrième (119e) et de sixième tour (193e).
13. ↑  #114 voir #12 Seahawks → Eagles
14. ↑  #117 Détroit échange cette sélection avec San Francisco pour ses sélections de quatrième (125e) et de sixième tour (196e).
15. ↑  #118 voir #22 Falcons → Browns
16. ↑  #118 voir #3 Vikings → Browns
17. ↑    1. 119 voir #109  Redskins → Steelers
18. ↑  #120 voir #67 Browns → Broncos
19. ↑  #123 voir #51 Eagles → Packers
20. ↑  #124 Baltimore échange cette sélection avec Buffalo contre le wide receiver Lee Evans.
21. ↑  #125 voir #117 Lions → 49ers
22. ↑  #126 voir #25 Broncos → Patriots
23. ↑  #126 voir #31 Broncos → Buccaneers
24. ↑  #126 voir #58 Texans → Buccaneers

### 5etour
Les joueurs sélectionnés au cinquième tour.
| Choix | Équipe                        | Joueur                  | Postes           | Université                              | Notes                         |
| ----- | ----------------------------- | ----------------------- | ---------------- | --------------------------------------- | ----------------------------- |
| 136   | Colts d'Indianapolis          | Josh Chapman (en)       | Defensive tackle | Crimson Tide de l'Alabama               |                               |
| 137   | Broncos de Denver             | Malik Jackson †         | Defensive end    | Volunteers du Tennessee                 | Rams → Broncos,               |
| 138   | Lions de Détroit              | Tahir Whitehead (en)    | Linebacker       | Owls de Temple                          | Vikings → Lions,              |
| 139   | Vikings du Minnesota          | Robert Blanton          | Safety           | Fighting Irish de Notre-Dame            | Browns → Vikings              |
| 140   | Buccaneers de Tampa Bay       | Najee Goode (en)        | Linebacker       | Mountaineers de la Virginie-Occidentale |                               |
| 141   | Redskins de Washington        | Adam Gettis (en)        | Offensive guard  | Hawkeyes de l'Iowa                      |                               |
| 142   | Jaguars de Jacksonville       | Brandon Marshall (en)   | Linebacker       | Wolf Pack du Nevada                     |                               |
| 143   | Panthers de la Caroline       | Josh Norman †           | Cornerback       | Chanticleers de Coastal Carolina        |                               |
| 144   | Panthers de la Caroline       | Zebrie Sanders (en)     | Offensive tackle | Seminoles de Florida State              |                               |
| 145   | Titans du Tennessee           | Taylor Thompson         | Defensive end    | Mustangs de SMU                         | Dolphins → Titans,            |
| 146   | Chiefs de Kansas City         | DeQuan Menzie (en)      | Cornerback       | Crimson Tide de l'Alabama               |                               |
| 147   | Panthers de la Caroline       | Tank Carder (en)        | Linebacker       | Crimson Tide de l'Alabama               | Seahawks → Bills,             |
| 148   | Lions de Détroit              | Chris Greenwood (en)    | Cornerback       | Britons d'Albion College                | Raiders → Lions,              |
| 149   | Chargers de San Diego         | Johnnie Troutman (en)   | Offensive guard  | Nittany Lions de Penn State             |                               |
| 150   | Rams de Saint-Louis           | Rokevious Watkins (en)  | Offensive guard  | Gamecocks de la Caroline du Sud         | Bears → Rams                  |
| 151   | Cardinals de l'Arizona        | Senio Kelemete (en)     | Offensive guard  | Huskies de Washington                   |                               |
| 152   | Cowboys de Dallas             | Danny Coale (en)        | Wide receiver    | Hokies de Virginia Tech                 |                               |
| 153   | Eagles de Philadelphie        | Dennis Kelly (en)       | Offensive tackle | Boilermakers de Purdue                  |                               |
| 154   | Seahawks de Seattle           | Korey Toomer (en)       | Linebacker       | Vandals de l'Idaho                      | Jets → Seahawks               |
| 155   | Dolphins de Miami             | Josh Kaddu (en)         | Linebacker       | Ducks de l'Oregon                       | Titans → Dolphins             |
| 156   | Bengals de Cincinnati         | Shaun Prater (en)       | Cornerback       | Hawkeyes de l'Iowa                      |                               |
| 157   | Falcons d'Atlanta             | Bradie Ewing (en)       | Fullback         | Badgers du Wisconsin                    |                               |
| 158   | Raiders d'Oakland             | Jack Crawford (en)      | Defensive end    | Nittany Lions de Penn State             | Lions → Raiders               |
| 159   | Steelers de Pittsburgh        | Chris Rainey (en)       | Running back     | Gators de la Floride                    |                               |
| 160   | Browns de Cleveland           | Ryan Miller (en)        | Offensive guard  | Buffaloes du Colorado                   | Broncos → Browns,             |
| 161   | Texans de Houston             | Randy Bullock           | Kicker           | Aggies de Texas A&M                     |                               |
| 162   | Saints de La Nouvelle-Orléans | Corey White (en)        | Safety           | Bulldogs de Samford (en)                |                               |
| 163   | Packers de Green Bay          | Terrell Manning (en)    | Linebacker       | Wolfpack de North Carolina State        | Packers → Patriots, → Packers |
| 164   | Falcons d'Atlanta             | Jonathan Massaquoi (en) | Defensive end    | Trojans de Troy                         | Ravens → Falcons              |
| 165   | 49ers de San Francisco        | Darius Fleming (en)     | Linebacker       | Fighting Irish de Notre Dame            |                               |
| 166   | Bengals de Cincinnati         | Marvin Jones            | Wide receiver    | Golden Bears de Californie              | Patriots → Bengals,           |
| 167   | Bengals de Cincinnati         | George Iloka (en)       | Safety           | Broncos de Boise State                  | Giants → Bengals,             |
| 168*  | Raiders d'Oakland             | Juron Criner (en)       | Wide receiver    | Wildcats de l'Arizona                   | *choix de compensation        |
| 169*  | Ravens de Baltimore           | Asa Jackson (en)        | Cornerback       | Mustangs de Cal Poly                    | *choix de compensation        |
| 170*  | Colts d'Indianapolis          | Vick Ballard (en)       | Running back     | Bulldogs de Mississippi State           | *choix de compensation        |

#### Échanges5etour
1. ↑    1. 137 Saint-Louis échange une sélection conditionnelle de sixième tour avec Denver en échange du wide receiver Brandon Lloyd; la sélection est ensuite passée à un cinquième tour après la réalisation d'une condition imposant à Lloyd d'avoir au moins 30 réceptions à Saint-Louis au cours de la saison 2011.
2. ↑    1. 138 Le Minnesota échange cette sélection et sa sélection du septième tour (223e) avec Détroit pour sa sélection du septième tour (219e) et une sélection du quatrième tour en 2013 (102e).
3. ↑    1. 139 voir #3 Vikings → Browns
4. ↑    1. 145 Miami échange cette sélection avec le Tennessee pour ses cinquième (155e) et septième tours (227e).
5. ↑    1. 147 Seattle échange cette sélection et une sélection de quatrième tour en 2011 (122e, Buffalo sélectionne Chris Hairston (en)) avec Buffalo pour le running back Marshawn Lynch.
6. ↑    1. 148 Oakland propose cette sélection à Détroit pour ses cinquième (158e) et septième tours (230e) cette année.
7. ↑    1. 150 voir #45 Rams → Bears
8. ↑    1. 154 voir #43 Seahawks → Jets
9. ↑    1. 155 voir #145 Dolphins → Titans
10. ↑    1. 158 voir #148 Raiders → Lions
11. ↑    1. 160 Denver échange cette sélection et une sélection de sixième tour en 2011 avec Cleveland pour le quarterback Brady Quinn.
12. ↑    1. 163 La Nouvelle-Angleterre échange cette sélection avec Green Bay pour sa sélection de sixième tour (197e) et deux sélections de septième tour (224e et 235e).
13. ↑    1. 163 voir #62 Patriots → Packers
14. ↑    1. 164 voir #84 Falcons → Ravens
15. ↑    1. 166 La Nouvelle-Angleterre échange cette sélection et une sélection du sixième tour de 2013 (197e) avec Cincinnati pour le wide receiver Chad Ochocinco.
16. ↑    1. 167 Les Giants échangent cette sélection avec Cincinnati contre le linebacker Keithivers.

### 6etour
Les joueurs sélectionnés au sixième tour.
| Choix | Équipe                             | Joueur                                                                                    | Postes                                                                                    | Université                                                                                | Notes                                                                                     |
| ----- | ---------------------------------- | ----------------------------------------------------------------------------------------- | ----------------------------------------------------------------------------------------- | ----------------------------------------------------------------------------------------- | ----------------------------------------------------------------------------------------- |
| 171   | Rams de Saint-Louis                | Greg Zuerlein †                                                                           | Kicker                                                                                    | Griffons de Missouri Western (en)                                                         |                                                                                           |
| 172   | Seahawks de Seattle                | Jeremy Lane (en)                                                                          | Cornerback                                                                                | Demons de Northwestern State                                                              | Colts → Eagles,→ Seahawks                                                                 |
| 173   | Redskins de Washington             | Alfred Morris †                                                                           | Running back                                                                              | Owls de Florida Atlantic                                                                  | Vikings → Redskins,                                                                       |
| 174   | Buccaneers de Tampa Bay            | Keith Tandy (en)                                                                          | Cornerback                                                                                | Mountaineers de la Virginie-Occidentale                                                   |                                                                                           |
| 175   | Vikings du Minnesota               | Blair Walsh †                                                                             | Kicker                                                                                    | Bulldogs de la Géorgie                                                                    | Browns → Vikings,                                                                         |
| 176   | Jaguars de Jacksonville            | Mike Harris (en)                                                                          | Cornerback                                                                                | Seminoles de Florida State                                                                |                                                                                           |
| 177   | Cardinals de l'Arizona             | Justin Bethel †                                                                           | Safety                                                                                    | Blue Hose de Presbyterian                                                                 | Redskins → Cardinals,                                                                     |
| 178   | Panthers de la Caroline            | Mark Asper (en)                                                                           | Offensive guard                                                                           | Ducks de l'Oregon                                                                         |                                                                                           |
| 179   | Saints de La Nouvelle-Orléans      | Andrew Tiller (en)                                                                        | Offensive guard                                                                           | Orange de Syracuse                                                                        | Dolphins → Saints,                                                                        |
| 180   | 49ers de San Francisco             | Trenton Robinson (en)                                                                     | Safety                                                                                    | Spartans de Michigan State                                                                | Panthers → 49ers                                                                          |
| 181   | Seahawks de Seattle                | Winston Guy (en)                                                                          | Safety                                                                                    | Wildcats du Kentucky                                                                      |                                                                                           |
| 182   | Chiefs de Kansas City              | Cyrus Gray (en)                                                                           | Running back                                                                              | Aggies de Texas A&M                                                                       |                                                                                           |
| 183   | Dolphins de Miami                  | B. J. Cunningham (en)                                                                     | Wide receiver                                                                             | Spartans de Michigan State                                                                | Chargers → Dolphins                                                                       |
| 184   | Bears de Chicago                   | Isaiah Frey (en)                                                                          | Cornerback                                                                                | Wolf Pack du Nevada                                                                       |                                                                                           |
| 185   | Cardinals de l'Arizona             | Ryan Lindley (en)                                                                         | Quarterback                                                                               | Aztecs de San Diego State                                                                 |                                                                                           |
| 186   | Cowboys de Dallas                  | James Hanna (en)                                                                          | Tight end                                                                                 | Sooners de l'Oklahoma                                                                     |                                                                                           |
| 187   | Jets de New York                   | Josh Bush (en)                                                                            | Safety                                                                                    | Demon Deacons de Wake Forest                                                              | Eagles → Colts → Jets,                                                                    |
| 188   | Broncos de Denver                  | Danny Trevathan                                                                           | Linebacker                                                                                | Wildcats du Kentucky                                                                      | Jets → Broncos                                                                            |
| 189   | Raiders d'Oakland                  | Christo Bilukidi (en)                                                                     | Defensive tackle                                                                          | Panthers de Georgia State                                                                 |                                                                                           |
| 190   | Titans du Tennessee                | Markelle Martin (en)                                                                      | Safety                                                                                    | Cowboys d'Oklahoma State                                                                  |                                                                                           |
| 191   | Bengals de Cincinnati              | Dan Herron (en)                                                                           | Running back                                                                              | Buckeyes d'Ohio State                                                                     |                                                                                           |
| --    | Lions de Détroit                   | Tour supprimé à la suite d'une prise de contact non autorisée avec un joueur des Chiefs,. | Tour supprimé à la suite d'une prise de contact non autorisée avec un joueur des Chiefs,. | Tour supprimé à la suite d'une prise de contact non autorisée avec un joueur des Chiefs,. | Tour supprimé à la suite d'une prise de contact non autorisée avec un joueur des Chiefs,. |
| 192   | Falcons d'Atlanta                  | Charles Mitchell (en)                                                                     | Safety                                                                                    | Bulldogs de Mississippi State                                                             |                                                                                           |
| 193   | Redskins de Washington             | Tom Compton (en)                                                                          | Offensive tackle                                                                          | Coyotes du Dakota du Sud                                                                  | Steelers → Redskins                                                                       |
| 194   | Eagles de Philadelphie             | Marvin McNutt (en)                                                                        | Wide receiver                                                                             | Hawkeyes de l'Iowa                                                                        | Broncos → Eagles,                                                                         |
| 195   | Texans de Houston                  | Nick Mondek (en)                                                                          | Offensive tackle                                                                          | Boilermakers de Purdue                                                                    |                                                                                           |
| 196   | Lions de Détroit                   | Jonte Green (en)                                                                          | Cornerback                                                                                | Aggies de New Mexico State                                                                | Saints → Dolphins → 49ers → Lions                                                         |
| 197   | Patriots de la Nouvelle-Angleterre | Nate Ebner                                                                                | Cornerback                                                                                | Buckeyes d'Ohio State                                                                     | Packers → Patriots                                                                        |
| 198   | Ravens de Baltimore                | Tommy Streeter                                                                            | Wide receiver                                                                             | Hurricanes de Miami                                                                       |                                                                                           |
| 199   | 49ers de San Francisco             | Jason Slowey (en)                                                                         | Offensive tackle                                                                          | Wolves de Western Oregon (en)                                                             |                                                                                           |
| 200   | Eagles de Philadelphie             | Brandon Washington (en)                                                                   | Offensive guard                                                                           | Hurricanes de Miami                                                                       | Patriots → Eagles,                                                                        |
| 201   | Giants de New York                 | Matt McCants (en)                                                                         | Offensive tackle                                                                          | Blazers de l'UAB                                                                          |                                                                                           |
| 202*  | Jets de New York                   | Terrance Ganaway (en)                                                                     | Running back                                                                              | Bears de Baylor                                                                           | *choix de compensation                                                                    |
| 203*  | Jets de New York                   | Robert Griffin (en)                                                                       | Offensive guard                                                                           | Bears de Baylor                                                                           | *choix de compensation                                                                    |
| 204*  | Browns de Cleveland                | Emmanuel Acho (en)                                                                        | Linebacker                                                                                | Longhorns du Texas                                                                        | *choix de compensation                                                                    |
| 205*  | Browns de Cleveland                | Billy Winn (en)                                                                           | Defensive tackle                                                                          | Broncos de Boise State                                                                    | *choix de compensation                                                                    |
| 206*  | Colts d'Indianapolis               | LaVon Brazill (en)                                                                        | Wide receiver                                                                             | Bobcats de l'Ohio                                                                         | *choix de compensation                                                                    |
| 207*  | Panthers de la Caroline            | Brad Nortman (en)                                                                         | Punter                                                                                    | Badgers du Wisconsin                                                                      | *choix de compensation                                                                    |

#### Échanges6etour
1. ↑    1. 172 Indianapolis échange cette sélection avec Philadelphie contre l'offensive tackle Winston Justice (en) et une sélection de sixième tour (187e).
2. ↑    1. 172 voir #12 Seahawks → Eagles
3. ↑    1. 173 Le Minnesota échange cette sélection avec Washington contre le quarterback Donovan McNabb. La transaction comprend également une condition pour que les Vikings ajoutent un choix de sixième tour dans la draft 2013, mais McNabb n’atteint pas les objectifs qui auraient déclenché la compensation supplémentaire.
4. ↑    1. 175 Cleveland échange cette sélection avec le Minnesota contre le defensive end Jayme Mitchell (en).
5. ↑    1. 177 Washington échange le defensive end Vonnie Holliday (en) et cette sélection avec l'Arizona en échange du running back Tim Hightower.
6. ↑    1. 179 Miami échange cette sélection avec La Nouvelle-Orléans pour le running back Reggie Bush et une sélection de sixième tour (196e).
7. ↑    1. 180 voir #103 49ers → Panthers
8. ↑    1. 183 voir #73 Dolphins → Chargers
9. ↑    1. 187 voir #172 Colts → Eagles
10. ↑    1. 187 Indianapolis échange cette sélection avec les Jets de New York contre le quarterback Drew Stanton et une sélection de septième tour (214e).
11. ↑    1. 188 voir #108 Broncos → Jets
12. ↑    1. 193 voir #109 Redskins → Steelers
13. ↑    1. 194 Denver échange cette sélection avec Philadelphie pour le linebacker Joe Mays (en). Denver avait à l'origine envoyé le running back J. J. Arrington (en) à Philadelphie, à condition que si Arrington ne faisait pas partie de l'équipe finale de 53 joueurs de Philadelphie, Denver enverrait à la place la sélection du sixième tour.
14. ↑    1. 196 voir #179 Dolphins → Saints
15. ↑    1. 196 voir #97 49ers → Dolphins
16. ↑    1. 196 voir #117 Lions → 49ers
17. ↑    1. 197 voir #163 Patriots → Packers
18. ↑    1. 200 La Nouvelle-Angleterre propose cette sélection à Philadelphie contre le linebacker Tracy White (en) et une sélection du septième tour (223e).

### 7etour
| Choix | Équipe                             | Joueur                  | Postes           | Université                        | Notes                                 |
| ----- | ---------------------------------- | ----------------------- | ---------------- | --------------------------------- | ------------------------------------- |
| 208   | Cotls d'Indianapolis               | Justin Anderson (en)    | Offensive guard  | Bulldogs de la Géorgie            |                                       |
| 209   | Rams de Saint-Louis                | Aaron Brown             | Linebacker       | Rainbow Warriors d'Hawaï          | [ Note 4 ]                            |
| 210   | Vikings du Minnesota               | Audie Cole (en)         | Linebacker       | Wolfpack de North Carolina State  |                                       |
| 211   | Titans du Tennessee                | Scott Solomon (en)      | Defensivie end   | Owls de Rice                      | Browns → Vikings → Titans,            |
| 212   | Buccaneers de Tampa Bay            | Michael Smith (en)      | Running back     | Aggies d'Utah State               |                                       |
| 213   | Redskins de Washington             | Richard Crawford (en)   | Cornerback       | Mustangs de SMU                   |                                       |
| 214   | Colts d'Indianapolis               | Tim Fugger              | Linebacker       | Commodores de Vanderbilt          | Jaguars → Jets, → Colts,              |
| 215   | Dolphins de Miami                  | Kheeston Randall (en)   | Defensive tackle | Longhorns du Texas                |                                       |
| 216   | Panthers de la Caroline            | D. J. Campbell (en)     | Safety           | Golden Bears de la Californie     |                                       |
| 217   | Redskins de Washington             | Jordan Bernstine (en)   | Cornerback       | Hawkeyes de l'Iowa                | Bills → Redskins                      |
| 218   | Chiefs de Kansas City              | Jerome Long (en)        | Defensive tackle | Aztecs de San Diego State         |                                       |
| 219   | Vikings du Minnesota               | Trevor Guyton (en)      | Defensive end    | Golden Bears de la Californie     | Seahawks → Lions, → Vikings           |
| 220   | Bears de Chicago                   | Greg McCoy (en)         | Cornerback       | Horned Frogs de TCU               |                                       |
| 221   | Cardinals de l'Arizona             | Nate Potter             | Offensive tackle | Broncos de Boise State            |                                       |
| 222   | Cowboys de Dallas                  | Caleb McSurdy (en)      | Linebacker       | Grizzlies du Montana              |                                       |
| 223   | Lions de Détroit                   | Travis Lewis (en)       | Linebacker       | Sooners de l'Oklahoma             | Eagles → Patriots → Vikings, → Lions  |
| 224   | Patriots de la Nouvelle-Angleterre | Alfonzo Dennard         | Cornerback       | Cornhuskers du Nebraska           | Jets → Packers, → Patriots            |
| 225   | Seahawks de Seattle                | J. R. Sweezy            | Offensive guard  | Wolfpack de North Carolina State  | Raiders → Seahawks,                   |
| 226   | Chargers de San Diego              | David Molk              | Centre           | Wolverines du Michigan            |                                       |
| 227   | Dolphins de Miami                  | Rishard Matthews (en)   | Wide receiver    | Wolf Pack du Nevada               | Titans → Dolphins                     |
| 228   | Jaguars de Jacksonville            | Jeris Pendleton (en)    | Defensive tackle | Eagles d'Ashland (en)             | Bengals → Jaguars,                    |
| 229   | Eagles de Philadelphie             | Bryce Brown (en)        | Running back     | Wildcats de Kansas State          | Falcons → Eagles,                     |
| 230   | Raiders d'Oakland                  | Nathan Stupar (en)      | Linebacker       | Nittany Lions de Penn State       | Lions → Raiders                       |
| 231   | Steelers de Pittsburgh             | Toney Clemons (en)      | Wide receiver    | Buffaloes du Colorado             |                                       |
| 232   | Seahawks de Seattle                | Greg Scruggs (en)       | Defensive end    | Cardinals de Louisville           | Broncos → Jets → Seahawks             |
| 233   | Buccaneers de Tampa Bay            | Drake Dunsmore (en)     | Tight end        | Wildcats de Northwestern          | Texans → Buccaneers                   |
| 234   | Saints de la Nouvelle-Orléans      | Marcel Jones (en)       | Offensive tackle | Cornhuskers du Nebraska           |                                       |
| 235   | Patriots de la Nouvelle-Angleterre | Jeremy Ebert (en)       | Wide receiver    | Wildcats de Northwestern          | Packers → Patriots                    |
| 236   | Ravens de Baltimore                | DeAngelo Tyson (en)     | Defensive tackle | Bulldogs de la Géorgie            |                                       |
| 237   | 49ers de San Francisco             | Cam Johnson (en)        | Defensive end    | Cavaliers de la Virginie          |                                       |
| 238   | Chiefs de Kansas City              | Junior Hemingway (en)   | Wide receiver    | Wolverines du Michigan            | Patriots → Chiefs,                    |
| 239   | Giants de New York                 | Markus Kuhn (en)        | Defensive tackle | Wolfpack de North Carolina State  |                                       |
| 240*  | Steelers de Pittsburgh             | David Paulson (en)      | Tight end        | Ducks de l'Oregon                 | *choix de compensation                |
| 241*  | Packers de Green Bay               | Andrew Datko (en)       | Offensive tackle | Seminoles de Florida State        | *choix de compensation                |
| 242*  | Jets de New York                   | Antonio Allen (en)      | Safety           | Gamecocks de la Caroline du Sud   | *choix de compensation                |
| 243*  | Packers de Green Bay               | B. J. Coleman (en)      | Quarterback      | Mocs de Chattanooga               | *choix de compensation                |
| 244*  | Jets de New York                   | Jordan White (en)       | Wide receiver    | Broncos de Western Michigan       | *choix de compensation                |
| 245*  | Browns de Cleveland                | Trevin Wade (en)        | Cornerback       | Wildcats de l'Arizona             | *choix de compensation                |
| 246*  | Steelers de Pittsburgh             | Terrence Frederick (en) | Cornerback       | Aggies de Texas A&M               | *choix de compensation                |
| 247*  | Browns de Cleveland                | Brad Smelley (en)       | Tight end        | Crimson Tide de l'Alabama         | *choix de compensation                |
| 248*  | Steelers de Pittsburgh             | Kelvin Beachum (en)     | Offensive guard  | Mustangs de SMU                   | *choix de compensation                |
| 249*  | Falcons d'Atlanta                  | Travian Robertson (en)  | Defensive tackle | Gamecocks de la Caroline du Sud   | *choix de compensation                |
| 250*  | Chargers de San Diego              | Edwin Baker (en)        | Running back     | Spartans de Michigan State        | *choix de compensation                |
| 251*  | Bills de Buffalo                   | John Potter (en)        | Kicker           | Broncos de Western Michigan       | *choix de compensation                |
| 252^  | Rams de Saint-Louis                | Daryl Richardson (en)   | Running back     | Wildcats d'Abilene Christian (en) | ^choix de compensation supplémentaire |
| 253^  | Colts d'Indianapolis               | Chandler Harnish (en)   | Quarterback      | Huskies de Northern Illinois      | ^choix de compensation supplémentaire |

#### Échanges7etour
1. ↑    1. 211 voir #3 Vikings → Browns
2. ↑    1. 211 Le Minnesota échange cette sélection avec le Tennessee pour une sélection de sixième tour en 2013 (176e)
3. ↑    1. 214 Jacksonville échange cette sélection avec les Jets de New York contre le defensive back Dwight Lowery (en).
4. ↑    1. 214 voir #187 Colts → Jets
5. ↑    1. 217 voir #69 Redskins → Bills
6. ↑    1. 219 Seattle échange cette sélection avec Détroit pour l'offensive tackle Tyler Polumbus (en).
7. ↑    1. 219 voir #138 Vikings → Lions
8. ↑    1. 223 voir #200 Patriots → Eagles
9. ↑    1. 223 La Nouvelle-Angleterre échange cette sélection et le wide receiver Randy Moss avec le Minnesota pour une sélection du troisième tour de 2011 (74e).
10. ↑    1. 223 voir #138 Vikings → Lions
11. ↑    1. 224 Les Jets échangent cette sélection avec Green Bay pour l'offensive guard Caleb Schlauderaff (en).
12. ↑    1. 224 voir #163 Packers → Patriots
13. ↑    1. 225 Oakland échange cette sélection et une sélection conditionnelle de la draft 2013 avec Seattle pour le linebacker Aaron Curry.
14. ↑    1. 227 voir #145 Dolphins → Titans
15. ↑    1. 228 Cincinnati échange cette sélection et le cornerback David Jones avec Jacksonville pour le safety Reggie Nelson.
16. ↑    1. 229 Atlanta échange cette sélection avec Philadelphie pour le cornerback Asante Samuel.
17. ↑    1. 230 voir #148 Raiders → Lions
18. ↑    1. 232 voir #108 Jets → Broncos
19. ↑    1. 232 voir #43 Seahawks → Jets
20. ↑    1. 233 voir #58 Texans → Buccaneers
21. ↑    1. 235 voir #163 Packers → Patriots
22. ↑    1. 238 La Nouvelle-Angleterre transfère cette sélection conditionnelle à Kansas City pour le safety Jarrad Page (en).

### Choix de draft supplémentaire
Pour chaque joueur sélectionné dans la draft supplémentaire, l'équipe de sélection perd son choix lors de ce tour dans la draft de la saison suivante.
| Tour | Équipe              | Joueur        | Postes        | Université      | Notes |
| ---- | ------------------- | ------------- | ------------- | --------------- | ----- |
| 2    | Browns de Cleveland | Josh Gordon † | Wide receiver | Bears de Baylor | ,     |

### Joueurs notables non draftés
| Équipe                  | Joueur            | Postes       | Université                 | Notes      |
| ----------------------- | ----------------- | ------------ | -------------------------- | ---------- |
| Ravens de Baltimore     | Justin Tucker †   | Kicker       | Longhorns du Texas         | [ Note 6 ] |
| Bengals de Cincinnati   | Vontaze Burfict † | Linebacker   | Sun Devils d'Arizona State |            |
| Browns de Cleveland     | Tashaun Gipson †  | Safety       | Cowboys du Wyoming         |            |
| 49ers de San Francisco  | Michael Thomas †  | Safety       | Cardinal de Stanford       |            |
| Rams de Saint-Louis     | Johnny Hekker †   | Punter       | Beavers d'Oregon State     | [ Note 7 ] |
| Buccaneers de Tampa Bay | Andrew DePaola †  | Long snapper | Scarlet Knights de Rutgers |            |